# Visions du réel
 (novembre 2021).
Si vous disposez d'ouvrages ou d'articles de référence ou si vous connaissez des sites web de qualité traitant du thème abordé ici, merci de compléter l'article en donnant les références utiles à sa vérifiabilité et en les liant à la section « Notes et références ».
Visions du Réel est un festival de cinéma documentaire créé en 1969 à Nyon (Suisse).
Il accueille chaque année des grands noms du cinéma.

## Historique
Chaque année le festival propose des films internationaux en exclusivité suisse ainsi que des œuvres moins connues, qui ne seraient autrement pas accessibles au public.

## Sélections

### Sections hors compétition

#### Invité d'honneur
Section consacrée à l’œuvre d’un ou d'une cinéaste reconnu mondialement et à qui sera décerné un prix à la carrière. Cette section comprend une rétrospective et une masterclass ouverte au public. L'édition 2023 honore l’œuvre de la célèbre réalisatrice Lucrecia Martel.

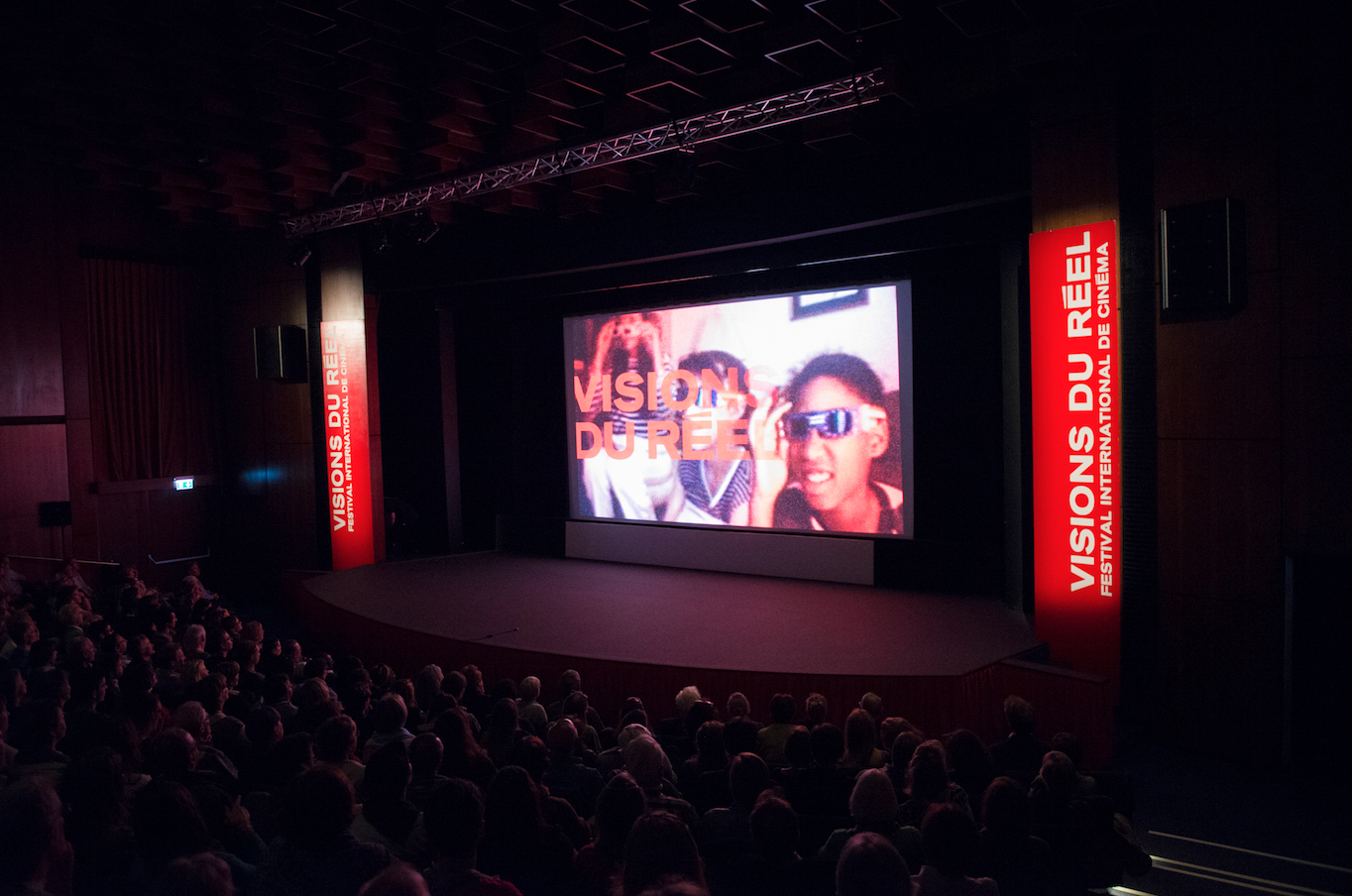
Théâtre de Marens
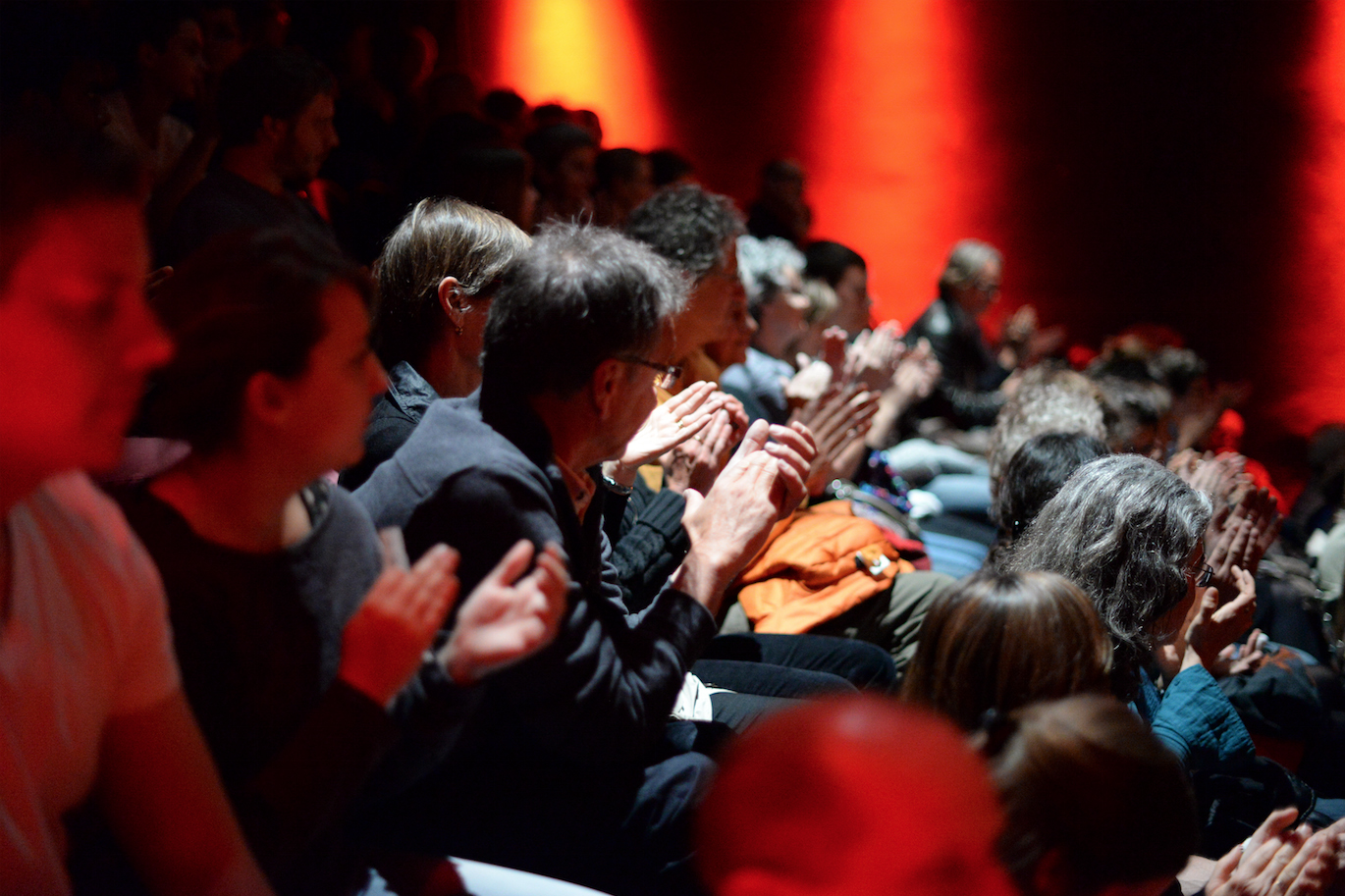
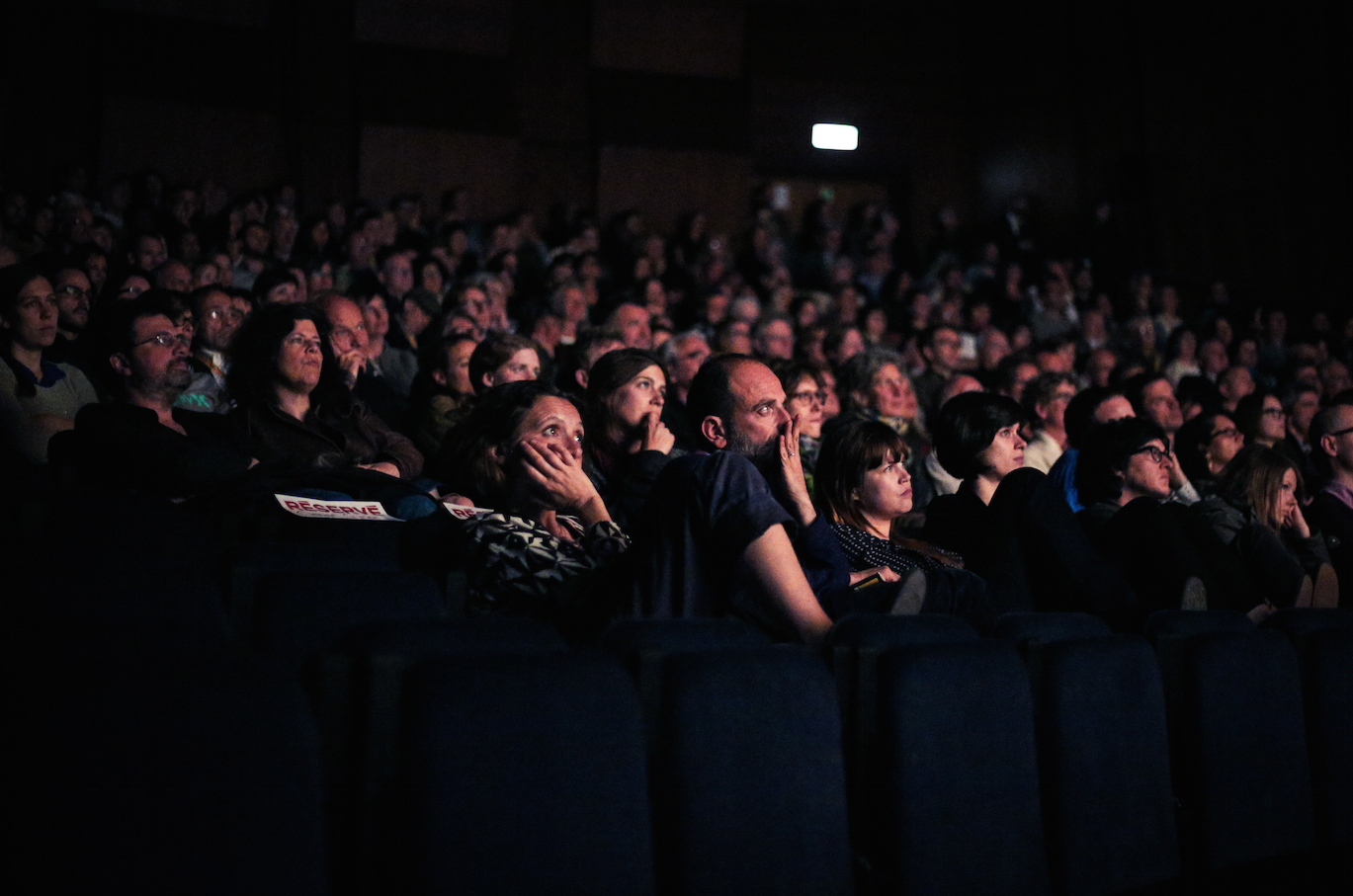